# タロットカード殺人事件
『タロットカード殺人事件』（原題: Scoop）は、2006年のイギリス・アメリカ合作の映画作品。ウディ・アレン脚本・監督・出演のミステリ・コメディ映画である。前作『マッチポイント』に続いてイギリスのロンドンを舞台とした。

## あらすじ
ジャーナリスト志望のアメリカ人女学生サンドラ（スカーレット・ヨハンソン）は、ロンドンに滞在中。友人一家と共にマジックショーを見に行った際、飛び入りアシスタントとして魔法箱の中に入ると、何と亡霊に遭遇。彼は有名ジャーナリストの亡霊（イアン・マクシェーン）で、彼から最近ロンドンを脅かしている連続殺人事件の鍵となる情報（スクープ）を聞かされる。彼女はその舞台に立っていた冴えない老マジシャン（ウディ・アレン）と協力し、真相究明に奔走する。その過程でサンドラは、ハンサムな富豪（ヒュー・ジャックマン）に出会い惹かれるが、彼はどうやら例の事件にかかわりがあるようで…。

## キャスト
※括弧内は日本語吹替
- サンドラ・プランスキー - スカーレット・ヨハンソン（山田里奈）
- ピーター・ライマン - ヒュー・ジャックマン（東地宏樹）
- シド・ウォーターマン - ウディ・アレン（羽佐間道夫）
- ジョー・ストロンベル - イアン・マクシェーン（岩崎ひろし）
- マルコム氏 - チャールズ・ダンス（小島敏彦）
- ヴィヴィアン - ロモーラ・ガライ（松下こみな）
- ジェーン・クック - フェネラ・ウールガー（若原美紀）
- ライマン卿 - ジュリアン・グローヴァー（楠見尚己）
- ヤン - ヴィクトリア・ハミルトン
- マイク・ティンズレー - ケヴィン・マクナリー（谷昌樹）
- 刑事 - アンソニー・ヘッド

ヨハンソンはアレンの前作に続いて、ヒロインとしての出演。また、ジャックマンとヨハンソンはそれぞれの次回作『プレステージ』でも共演している。